# Hydroxycobalamin
Hydroxycobalamin (auch Hydroxocobalamin, Vitamin B12b) gehört zur Gruppe der Cobalamine und ist eine von mehreren Speicherformen des Cobalamin. Das von vielen Bakterienarten synthetisierte Hydroxycobalamin wird genutzt, um daraus Vitamin B12 kommerziell zu produzieren. Wie auch die anderen Cobalamine besitzt Hydroxycobalamin eine intensive rote Farbe und wird medizinisch bei Vitamin-B12-Mangel und als Antidot zur Therapie der Blausäure-Vergiftung genutzt.

## Eigenschaften
Vitamin B12b bildet als Acetat geruchlose, dunkelrote, orthorhombische Nadeln oder Plättchen. Es löst sich im Verhältnis 1:50 in Wasser (20 g/l). Der Schmelzpunkt liegt über 300 °C, wobei schon bei 200 °C eine Verfärbung auftritt.

## Indikation
In Deutschland wird Hydroxycobalamin zur Therapie der Blausäure-Vergiftung verwendet. Diverse Injektionspräparate stehen in Deutschland als apothekenpflichtige Arzneimittel zur Verfügung. Die wesentlich geringer dosierten Nahrungsergänzungsmittel sind frei verkäuflich verfügbar (Tabletten, Lutschpastillen, Tropfen). Experimentell wurde es auch zur vorgeburtlichen Behandlung der Methylmalonazidämie mit Homocystinurie erfolgreich eingesetzt.

## Dosierung
Während bei dem Vitamin-Mangel nur geringe Mengen verabreicht werden, erfordert die Blausäurevergiftung die Gabe wesentlich größerer Mengen. Hierbei werden initial 5 g Hydroxycobalamin in 200 ml Infusionslösung verdünnt über 30 min langsam intravenös verabreicht. Die Anwendung von Hydroxycobalamin hat ein gutes Nutzen-Risiko-Verhältnis und sollte daher bereits im Verdachtsfall verabreicht werden.

## Nebenwirkung
Als unerwünschte Wirkung verfärbt sich die Haut reversibel rötlich und der Urin rot.

## Handelsnamen
Monopräparate
- B 12 Depot, Cefavit B12 Depot, Cyanokit, Depogamma, Lophakomp-B12 Depot, Vitamin B12 Depot